# Natalobatrachus bonebergi
Natalobatrachus bonebergi is een kikker uit de familie Pyxicephalidae. De soort werd voor het eerst wetenschappelijk beschreven door John Hewitt en Paul Ayshford Methuen in 1912. Later werd de wetenschappelijke naam Phrynobatrachus bonebergi gebruikt. Het is de enige soort uit het geslacht Natalobatrachus.

## Verspreiding en habitat
De kikker komt voor in Afrika en leeft endemisch in Zuid-Afrika. Natalobatrachus bonebergi is alleen aangetroffen onder de 900 meter boven zeeniveau. De habitat van de bodembewonende kikker bestaat uit kustbossen en galerijbos: stroken bebossing langs rivieren.

## Reproductie
De paring vindt plaats in stroompjes, de eitjes worden boven het water aan takken gehangen waarna de uitgekomen kikkervisjes in het water vallen. Hier ontwikkelen ze zich verder tot kleine kikkertjes.

## Bedreigingen
Natalobatrachus bonebergi is een zeldzame en bedreigde soort, verzilting van de voortplantingswateren en vervuiling van het leefgebied hebben een negatieve impact op zijn voortbestaan. Daarnaast hebben grote delen van het verspreidingsgebied plaatsgemaakt voor suikerrietplantages, bosbouw en andere vormen van land- en akkerbouw. In open gebieden kan de kikker zich echter niet handhaven.